# Slag bij Laingsnek
De Slag bij Laingsnek (ook wel gespeld als Laing's Nek) was een belangrijke veldslag in de Eerste Boerenoorlog. De slag vond plaats op 28 januari 1881 rond de bergpas Laingsnek van de Drakensbergen.

## De slag
Bij de Slag bij Bronkhorstspruit werden de Britten in de openingsslag van de oorlog vernietigend verslagen. De Britse generaal George Pomeroy Colley marcheerde hierop van Natal naar Transvaal.
Bij de bergpas Laingsnek ontmoetten de twee legers elkaar. Onder leiding van commandant-generaal Petrus Jacobus Joubert werden de Britten opnieuw met zware verliezen verslagen.
Bronkhorstspruit · Laingsnek · Ingogo · Majuba